# Danny Boy
Danny Boy – ballada napisana przez Frederica Weatherly'ego, której wersję ostateczną opublikował w 1913. Jej nuty pochodzą z utworu „Londonderry Air”. Jest najczęściej kojarzona z Irlandczykami. Jest to czwarty utwór w albumie Elvisa Presleya – From Elvis Presley Boulevard, Memphis, Tennessee – wydanym w maju 1976. Piosenka ta została zagrana na jego pogrzebie 18 sierpnia 1977.
Jest popularna podczas pogrzebów.

## Kontekst utworu
W piosence dziewczyna zmarłego chłopaka, który leży w swoim grobie na cmentarzu, opowiada jak grają dudy w dolinach, jak kończy się lato, więdną kwiaty i zmieniają się pory roku nad jego grobem, natomiast ona musi czekać cierpliwie. Będzie jednak trwać przy jego grobie w każdej porze roku, ponieważ go kocha. Gdy dziewczyna umrze i zostanie pochowana a jej ukochany znajdzie jej grób, uklęknie i zmówi za nią modlitwę „Ave” („Ave Maria”, odpowiednik polskiej modlitwy „Zdrowaś Mario, łaskiś pełna...”) a potem szepnie, że ją kocha. Dziewczyna będzie spoczywała w pokoju dopóki on nie przyjdzie do niej – w przenośni – dopóki nie spotkają się na tamtym świecie. Kontekst piosenki został zaczerpnięty z oryginalnego tekstu utworu w języku angielskim.